# Pepliphorus arinides
Pepliphorus arinides är en fjärilsart som beskrevs av Hans Fruhstorfer 1934. Pepliphorus arinides ingår i släktet Pepliphorus och familjen juvelvingar. Inga underarter finns listade i Catalogue of Life.